# Altartavla

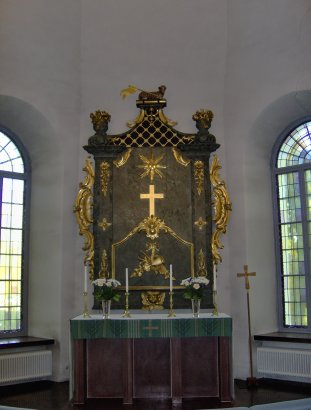
Altartavla i Malungs kyrka

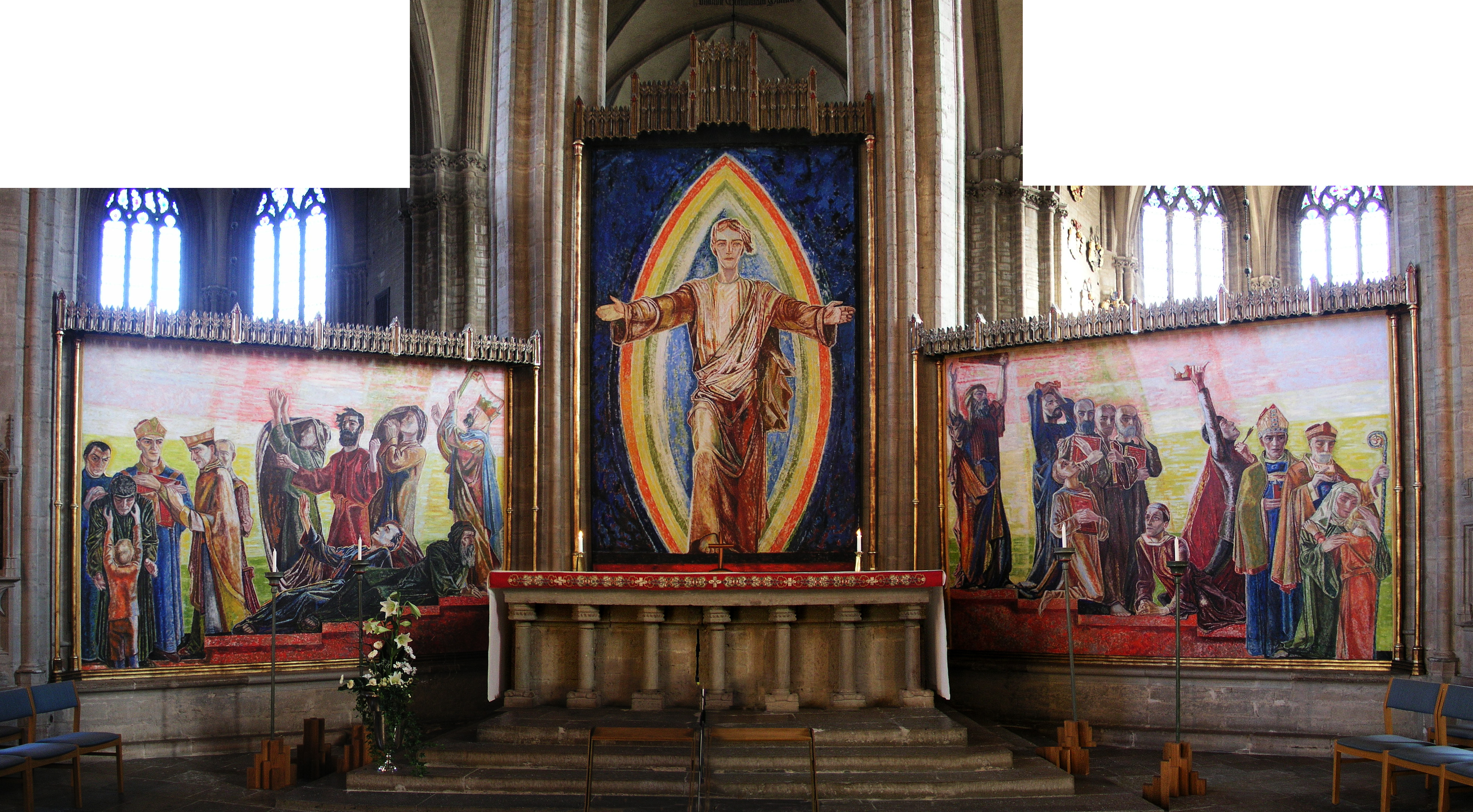
Altartavla i Linköpings domkyrka

Altartavla är en andaktsmålning eller skulptur placerad på, ovanför eller bakom ett altare, karakteristisk för det katolska Europa där den infördes under det tidiga 1200-talet när prästerna började att fira mässan med ryggen vänd mot församlingen.
Många altartavlor skildrar en mångfald scener och utgörs av flera pannåer, till exempel diptyk, triptyk och polyptyk, försedda med gångjärn så att de kan döljas eller visas efter behov. Altartavlan kan vara gjord av en mängd olika material. Den kan vara en målad tavla, men även vara skuren i trä eller huggen i sten.